# Лонгова, Кирицева и Турпалева предачница
Лонгова, Кирицева и Турпалева предачница (на гръцки: Νηματουργείου Λόγγου, Κύρτση και Τουρπάλη) е историческа индустриална постройка в град Негуш (Науса), Гърция.
Комплексът от сгради е построен в 1875 година и използва водите на река Арапица. Сградите са каменни, от варовик и архитуктарата има неокласически елементи. Ъглите са подчертани, касите на вратите са изпъкнали от дялан варовик и тухла. Покривите са с турски керемиди и височините на сградите следват наклона на терена.
В 1986 година сградите са обявени за паметник на културата.